# أنتوني د. روميرو
أنتوني د. روميرو (بالإنجليزية: Anthony Romero) هو محامي أمريكي، ولد في 9 يوليو 1965 في نيويورك في الولايات المتحدة.

## وصلات خارجية
- أنتوني د. روميرو على موقع إن إن دي بي (الإنجليزية)